# Kransslagader
De kransslagaders  of arteriae coronariae zijn twee uit de aorta ontspringende slagaders van de coronaire bloedsomloop die de hartspier van bloed voorzien. De linkerkransslagader splitst na de hoofdstam in twee takken, de ramus interventricularis anterior en de ramus circumflexus.
Een kransslagader kan door atherosclerose vernauwd of verstopt raken, waardoor pijn op de borst optreedt (angina pectoris) bij een vernauwing, of een hartinfarct door verstopping. De vernauwing kan in beeld worden gebracht met een hartkatheterisatie (coronairangiografie of CAG), of met een CT-scan. De kransslagaders zijn eindslagaders, omdat ze de enige bloedtoevoer naar de hartspier zijn. Er is maar weinig reserve, als er een slagader wordt afgesloten, resulteert dit vaak onmiddellijk in een kritieke toestand.
Niet alle dieren met een hart hebben ook een kransslagader. Zo beschikt geen van de weekdieren die een hart hebben erover. Van de gewervelden beschikken amfibieën over huidademhaling en de meeste hebben dan ook geen kransslagader. Bij vissen beschikken vooral de snelle roofvissen er wel over en vissen die in zuurstofarm water leven. Ook de zebravis heeft een kransslagader. Zoogdieren, reptielen en vogels hebben wel kransslagaders, aangezien ze afhankelijk zijn van longademhaling en een dubbele bloedsomloop hebben. De rechterboezem en rechterhartkamer pompen daarbij zuurstofarm bloed naar de longen en kunnen daardoor geen zuurstof opnemen uit het bloed voor de eigen hartspier.

## Anatomie
De twee kransslagaders ontspringen uit het eerste deel – de aortawortel – van de aorta, vlak boven de aortaklep. De linkerkransslagader ontspringt daarbij uit de linker sinus aortae, de rechter uit de rechter.

### Varianten
Bij vier procent van de mensen wordt een derde kransslagader gevonden, het verloop van deze arterie is gelijk aan een ramus circumflexus, alleen ontspringt deze arterie niet uit de hoofdstam van de linkercoronairarterie zoals gebruikelijk, maar rechtstreeks uit de aortawortel.

Heel zeldzaam is de aanwezigheid van slechts één coronairarterie, ofwel monocoronair. Doorgaans ontspringt deze uit de linker sinus aortae, waarbij er een aftakking doorgaans voor de pulmonaalarterie langs naar het rechterdeel van de atrioventriculaire groeve loopt en verder het gebruikelijke beloop heeft van een rechtercoronairarterie.

Soms is er een verdubbeling van de kransslagader, er zijn dan twee parallel verlopende slagaders, in plaats van een. Ook kan het voorkomen dat beide kransslagaders ontspringen uit één sinus, afhankelijk van de loop van de kransslagaders kan dit meer of minder onschuldig zijn. Dit soort afwijkingen zijn aangeboren.

### Dominante kransslagader
De slagader die de ramus descendens posterior van bloed voorziet, is de dominante kransslagader. Als deze ramus descendens posterior een tak is van de rechterkransslagader (85%), is het systeem rechtsdominant. Is het een tak van de linkerkransslagader (20%), dan is het linksdominant. Wordt deze ramus descendens posterior door beide van bloed voorzien (10%), dan is het codominantie. Anatomisch zou de slagader die de AV-knoop van bloed voorziet de dominante zijn, meestal is dit de rechter.

## Bloedstroom
Tijdens het samentrekken van de kamer (systole), worden de takken van de kransslagaders die aan de binnenzijde onder het endocard (dus binnen de hartspier) liggen, dichtgedrukt door de hoge druk die dan ontstaat. De doorbloeding van de hartspier moet dus plaatsvinden tijdens de ontspanning van de hartspier, de diastole, wanneer de vaten in de hartspier open zijn en geen hoge druk te verduren hebben. Ischemie is het tekortschieten van de bloedstroom naar de hartspier. Mannen voelen dit vaak als pijn op de borst, vrouwen als benauwdheid. Dit is angina pectoris. Bij een myocardinfarct of hartinfarct sterven er hartspiercellen af. De meeste bloedvaten vernauwen in reactie op noradrenaline. De kransslagaders zijn voornamelijk voorzien van bètareceptoren en verwijden juist als reactie op stimulatie door adrenaline. Alfa-agonisten geven daardoor maar weinig vaatvernauwing.

## Anastomoses
Een anastomose is een verbinding tussen twee slagaders. Er is wel enige verbinding tussen de takken van de twee kransslagaders, maar functioneel zijn het eindslagaders. De anastomosen functioneren niet zo dat de een de afsluiting van de ander kan compenseren, wat de bloedvaten elders, zoals in de hand, wel kunnen. Wanneer een gebied bloed krijgt van twee slagaders, kan geleidelijke afsluiting van een van de twee wel opgevangen worden. In het meest gangbare patroon van kransslagaders zijn er drie gebieden met anastomosen:
- Kleine takken van de ramus anterior descendens, een tak van de linkerkransslagader, ontmoet de rechterkransslagader in de groeve tussen de beide hartkamers.
- Meer naar boven is er een anastomose tussen de ramus circumflexus (van de linkerkranslagader) en de rechter kransslagader in diezelfde groeve.
- Er is ook een anastomose tussen takken van de twee kransslagaders in het tussenschot.

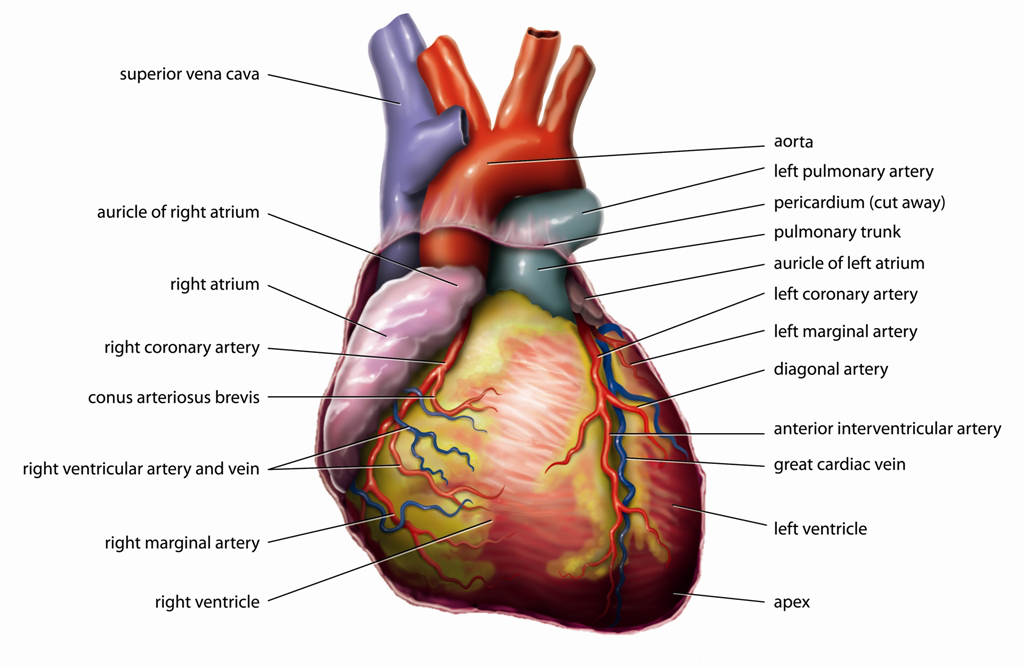
Anatomie van hart en kransslagaders
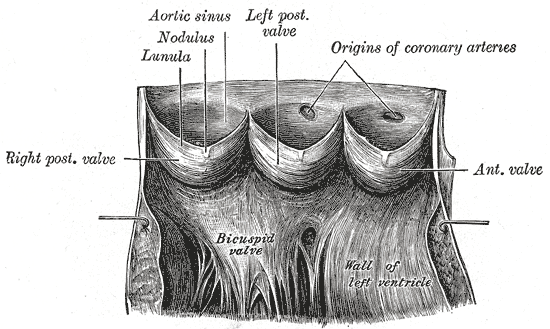
Oorsprong van de kransslagaders bij de aortaklep
Kransslagaders met rode tekst en andere oriëntatiepunten blauw
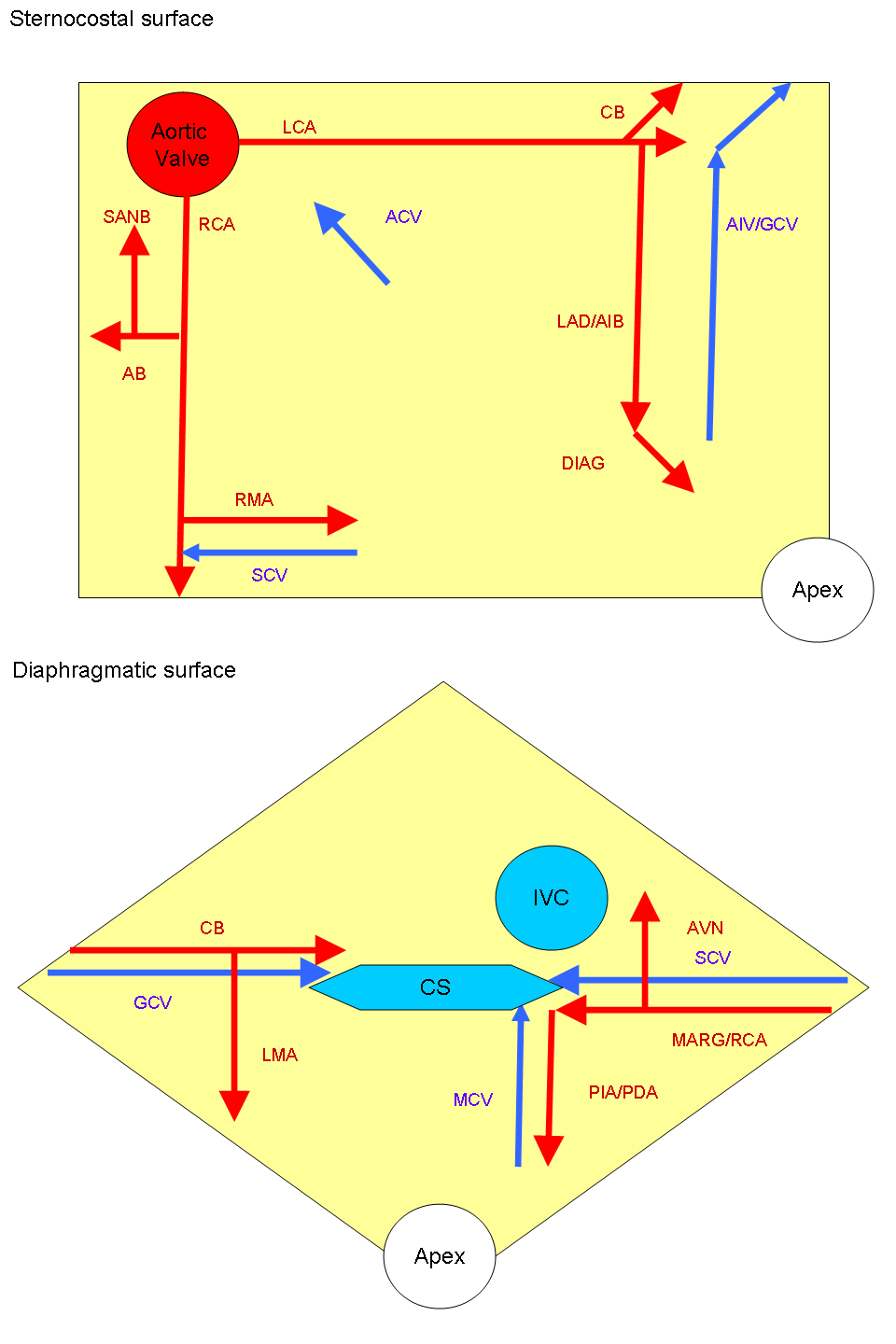
Schematisch overzicht van de doorbloeding van het hart; boven de voorzijde, onder de onderzijde